# شلگرد (طرقبه شاندیز)
شلگرد (مشهد)، روستایی از توابع بخش طرقبه شهرستان مشهد در استان خراسان رضوی ایران است.

## جمعیت
این روستا در دهستان طرقبه قرار دارد و براساس سرشماری مرکز آمار ایران در سال ۱۳۸۵، جمعیت آن ۹۷ نفر (۲۸خانوار) بوده‌است. در آخرین سرشماری انجام گرفته (1395) نیز این سکونتگاه با روندی کاهشی دارای 37 نفر جمعیت (21 مرد و 16 زن) در قالب 11 خانوار می‌باشد.